# ويليام بيترز (صحفي)
ويليام بيترز (بالإنجليزية: William Peters)‏ هو صحفي أمريكي، ولد في 30 يوليو 1921، وتوفي في 20 مايو 2007 بسبب مرض آلزهايمر.

## وصلات خارجية
- ويليام بيترز على موقع IMDb (الإنجليزية)
- ويليام بيترز على موقع قاعدة بيانات الفيلم (الإنجليزية)